# Везе, Йозеф Карл
Йозеф Карл Везе (нем. Josef Karl Weese; 1888—1962) — австрийский ботаник и миколог.

## Биография
Йозеф Карл Везе родился 9 августа 1888 года. Учился биологии и сельскому хозяйству в Высшей технической школе в Вене. С 1908 по 1914 он работал там ассистентом Франца фон Хёнеля. С 1914 по 1920 Везе самостоятельно преподавал в государственном учительском колледже в Вене, в 1920 году некоторое время работал в Венском реальном училище. Затем Везе получил степень кандидата в Университете Граца. С 1921 года он был экстраординарным профессором Ботанического института венской Технической школы, в 1925 году стал профессором. С 1934 по 1936 он был деканом на химическом факультете Технической школы. Йозеф Карл Везе скончался 11 февраля 1962 года.

## Некоторые научные работы
- Weese, J. (1916—1919). Beiträge zun Kenntniss der Hypocreaceen. 2 vol., 111 + 61 p.
- Weese, J. (1922—1936). Eumycetes selecti exsiccati. 32 fasc.
- Weese, J. in Overeem, C. van (1923—1926). Icones fungorum malayensium. Heft 8.
- Weese, J.; Keissler, K. in Skottsberg, C. (1928). Nachtrag zur Pilzflora von Juan Fernandez.

## Род, названный в честь Й. К. Везе
- Weesea Höhn., 1920